# Снежный лев

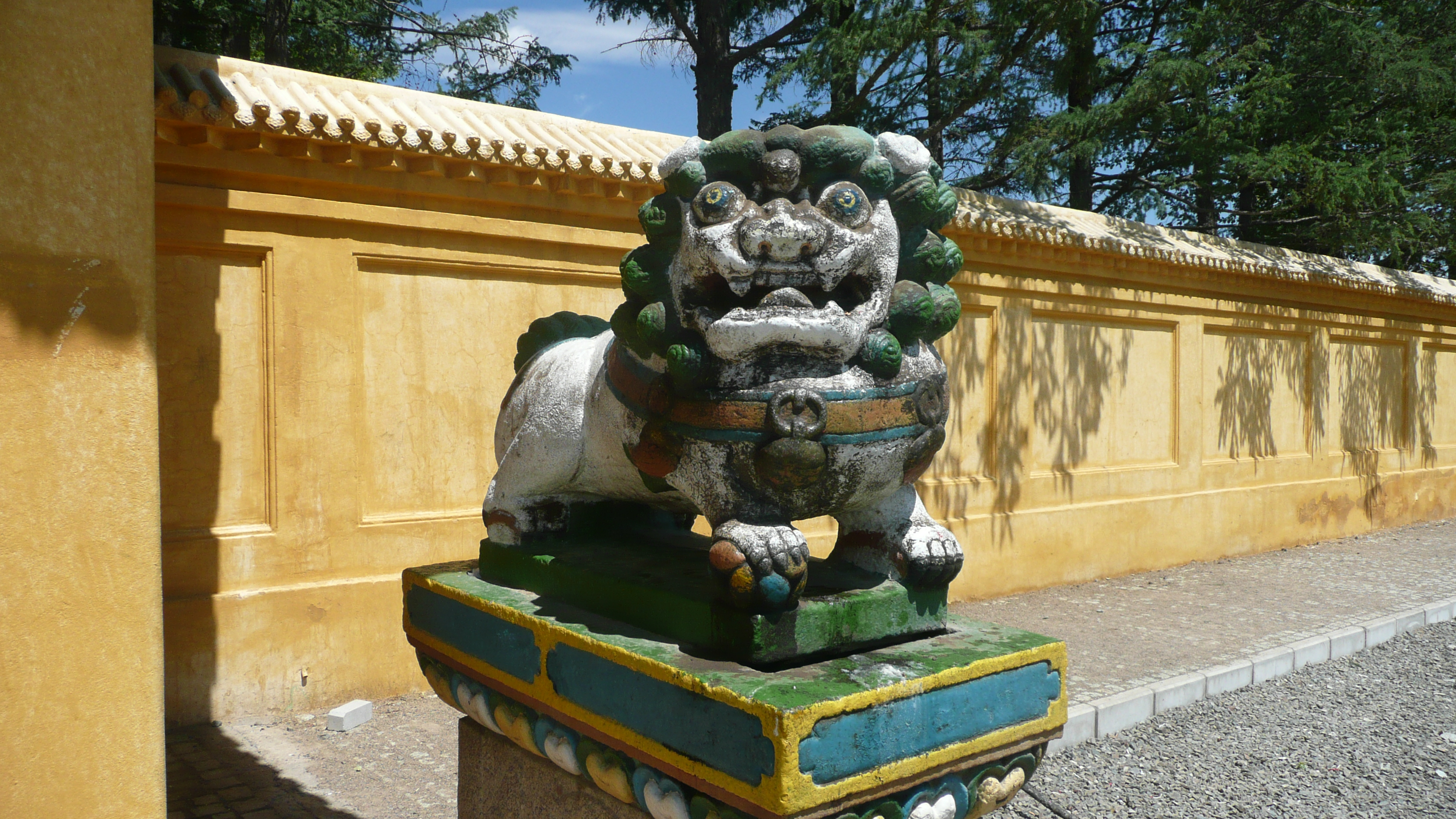
Статуя снежного льва в улан-баторском монастыре Гандантэгченлин

Снежный лев на флаге Тибета (1920—1925)

Сне́жный лев (тиб. གངས་སེང་གེ་, Вайли gangs seng ge, рус. транслит. ган сэнге; монг. цаст арслан) — персонаж буддийской мифологии, небожитель, верный слуга будд и бодхисаттв. Наделён такими качествами, как отвага, решимость и жизнерадостность.
В тибетской иконографии снежный лев символизирует непобедимость Дхармы, четыре бесстрашия Будды, восточную сторону света и землю (как стихию). Обычно изображается с телом белого цвета, бирюзовой гривой, бровями и хвостом, с круглыми глазами и разинутой пастью. Парные скульптуры львов можно увидеть у входа в храмы тибетской буддийской традиции.
Символ снежного льва использовался и вне чисто религиозного контекста: так, снежные львы окружают улан-баторский памятник Сухэ-Батору, основателю современного светского государства в Монголии.

## Символ Тибета
Согласно средневековым хроникам, начиная с 820 года снежные львы изображались на штандартах тибетских военачальников.
В первой трети XX века Далай-лама XIII учредил государственную символику Тибета — герб и флаг, на которых присутствовали изображения снежных львов, держащих в лапах буддийские символы.